# Record italiani giovanili di nuoto
La seguente lista riporta i record italiani del nuoto per le varie categorie di età.
(Dati aggiornati al 15 aprile 2025)

## Vasca lunga (50m)

### Maschile
- Cad - Cadetti: 19-20 anni
- Jun - Juniores: 17-18 anni
- Rag - Ragazzi: 15-16 anni
- R14 - Ragazzi 14 anni

| Gara         | Classi          | Tempo                               | Atleta | Data                                                        | Luogo                                 |
| ------------ | --------------- | ----------------------------------- | --- | ----------------------------------------------------------- | ------------------------------------- |
| Stile libero |                 |                                     | |                                                             |                                       |
| 50 m         | Cad Jun Rag R14 | 21"82 22"09 22"70 24"14             | Marco Orsi (1990) Giovanni Izzo (1998) Giovanni Izzo (1998) Thomas Ceccon (2001)                           | 6 marzo 2009 10 luglio 2016 9 agosto 2014 22 luglio 2015    | Riccione Hódmezővásárhely Roma Verona |
| 100 m        | Cad Jun Rag R14 | 47"71 47"78 49"75 51"62             | Thomas Ceccon (2001) Carlos D'Ambrosio (2007) Carlos D'Ambrosio (2007) Lorenzo Galossi (2006)              | 27 luglio 2021 26 luglio 2025 4 luglio 2023 7 agosto 2020   | Tokyo Singapore Belgrado Roma         |
| 200 m        | Cad Jun Rag R14 | 1'45"83 1'47"42 1'52"39             | Alessandro Ragaini (2006) Alessandro Ragaini (2006) Lorenzo Galossi (2006) Lorenzo Galossi (2006)          | 8 marzo 2024 8 marzo 2024 21 luglio 2022 7 agosto 2020      | Riccione Roma                         |
| 400 m        | Cad Jun Rag R14 | 3'44"86 3'45"93 3'57"24             | Marco De Tullio (2000) Lorenzo Galossi (2006) Lorenzo Galossi (2006) Lorenzo Galossi (2006)                | 21 luglio 2019 9 aprile 2022 9 aprile 2022 4 agosto 2020    | Gwangju Riccione Roma                 |
| 800 m        | Cad Jun Rag R14 | 7'42"74 7'43"37 8'27"28             | Gabriele Detti (1994) Lorenzo Galossi (2006) Lorenzo Galossi (2006) Johannes Calloni (2000)                | 8 aprile 2014 13 agosto 2022 13 agosto 2022 3 agosto 2014   | Riccione Roma Irvine                  |
| 1500 m       | Cad Jun Rag R14 | 14'39"93 14'48"92 15'14"80 15'49"90 | Gregorio Paltrinieri (1994) Gregorio Paltrinieri (1994) Stefano Battistelli (1970) Johannes Calloni (2000) | 20 agosto 2014 23 maggio 2012 23 agosto 1986 10 agosto 2014 | Berlino Debrecen Madrid Roma          |
| Dorso        |                 |                                     | |                                                             |                                       |
| 50 m         | Cad Jun Rag R14 | 24"65 25"13 25"40 27"18             | Niccolò Bonacchi (1994) Daniele Del Signore (2007) Daniele Del Signore (2007) Thomas Ceccon (2001)         | 12 aprile 2014 2 luglio 2024 4 luglio 2023 1º maggio 2015   | Riccione Vilnius Belgrado Ravenna     |
| 100 m        | Cad Jun Rag R14 | 52"30 53"37 54"72 58"28             | Thomas Ceccon (2001) Thomas Ceccon (2001) Thomas Ceccon (2001) Thomas Ceccon (2001)                        | 27 luglio 2021 25 agosto 2019 2 luglio 2017 9 agosto 2015   | Tokyo Budapest Netanya Roma           |
| 200 m        | Cad Jun Rag R14 | 1'56"91 1'57"92 1'59"43 2'06"83     | Damiano Lestingi (1989) Luca Mencarini (1995) Daniele Del Signore (2007) Thomas Ceccon (2001)              | 5 marzo 2009 31 agosto 2013 7 luglio 2023 7 agosto 2015     | Riccione Dubai Belgrado Roma          |
| Rana         |                 |                                     | |                                                             |                                       |
| 50 m         | Cad Jun Rag R14 | 26"76 26"97 28"03 29"67             | Simone Cerasuolo (2003) Nicolò Martinenghi (1999) Nicolò Martinenghi (1999) Andrea Toniato (1991)          | 24 giugno 2023 4 aprile 2017 30 agosto 2015 28 maggio 2005  | Roma Riccione Singapore Schio         |
| 100 m        | Cad Jun Rag R14 | 59"01 1'01"48 1'05"62               | Nicolò Martinenghi (1999) Nicolò Martinenghi (1999) Nicolò Martinenghi (1999) Andrea Toniato (1991)        | 23 agosto 2017 23 agosto 2017 7 agosto 2015 25 luglio 2005  | Indianapolis Roma                     |
| 200 m        | Cad Jun Rag R14 | 2'08"63 2'10"88 2'13"05 2'21"18     | Edoardo Giorgetti (1989) Michele Longobardo (2008) Nicolò Martinenghi (1999) Christian Mantegazza (2005)   | 30 luglio 2009 4 luglio 2025 28 agosto 2015 6 agosto 2019   | Roma Šamorín Riccione Roma            |
| Farfalla     |                 |                                     | |                                                             |                                       |
| 50 m         | Cad Jun Rag R14 | 23"16 24"50 25"71                   | Daniele Momoni (2006) Thomas Ceccon (2001) Thomas Ceccon (2001)                                            | 5 agosto 2024 5 agosto 2024 6 aprile 2017 16 maggio 2015    | Roma Riccione Reggio Emilia           |
| 100 m        | Cad Jun Rag R14 | 51"39 51"73 52"73 56"59             | Federico Burdisso (2001) Federico Burdisso (2001) Federico Burdisso (2001) Stefano Mogno (2009)            | 23 maggio 2021 29 giugno 2018 5 agosto 2017 1 Agosto 2023   | Budapest Roma                         |
| 200 m        | Cad Jun Rag R14 | 1'54"28 1'54"39 1'57"83 2'06"23     | Federico Burdisso (2001) Federico Burdisso (2001) Federico Burdisso (2001) Stefano Mogno (2009)            | 19 maggio 2021 24 luglio 2019 30 giugno 2017 2 agosto 2023  | Budapest Gwangju Netanya Roma         |
| Misti        |                 |                                     | |                                                             |                                       |
| 200 m        | Cad Jun Rag R14 | 1'58"95 1'59"89 2'02"16 2'08"04     | Christian Mantegazza (2005) Thomas Ceccon (2001) Thomas Ceccon (2001) Christian Mantegazza (2005)          | 15 aprile 2025 23 giugno 2019 7 agosto 2017 7 agosto 2019   | Riccione Roma                         |
| 400 m        | Cad Jun Rag R14 | 4'11"67 4'14"31 4'22"66 4'29"34     | Luca Marin (1986) Luca Marin (1986) Emanuele Potenza (2006) Christian Mantegazza (2005)                    | 31 luglio 2005 16 maggio 2004 2 agosto 2022 5 agosto 2019   | Montréal Madrid Roma                  |

### Femminile
- Cad - Cadette: 17-18 anni
- Jun - Juniores: 15-16 anni
- Rag - Ragazze: 13-14 anni

| Gara         | Classi      | Tempo                      | Atleta                                                                       | Data                                          | Luogo                               |
| ------------ | ----------- | -------------------------- | ---------------------------------------------------------------------------- | --------------------------------------------- | ----------------------------------- |
| Stile libero |             |                            |                                                                              |                                               |                                     |
| 50 m         | Cad Jun Rag | 24"56 25"28 25"64          | Sara Curtis (2006) Giorgia Biondani (1997) Alessandra Mao (2011)             | 8 marzo 2024 30 agosto 2013 2 luglio 2025     | Riccione Dubai Šamorín              |
| 100 m        | Cad Jun Rag | 54"22 54"40 54"98          | Sara Curtis (2006) Federica Pellegrini (1988) Alessandra Mao (2011)          | 7 marzo 2024 10 marzo 2004 22 luglio 2025     | 🇱🇹 Vilnius Livorno Skopje           |
| 200 m        | Cad Jun Rag | 1'57"92 1'58"02 1'58"86    | Federica Pellegrini (1988) Federica Pellegrini (1988) Alessandra Mao (2011)  | 10 aprile 2005 16 agosto 2004 14 aprile 2025  | Riccione Atene Riccione             |
| 400 m        | Cad Jun Rag | 4'07"70 4'09"36 4'16"44    | Giulia Salin (2002) Diletta Carli (1996) Diletta Carli (1996)                | 11 agosto 2020 5 luglio 2012 4 agosto 2010    | Roma Anversa Roma                   |
| 800 m        | Cad Jun Rag | 8'26"81 8'32"11 8'45"18    | Giulia Salin (2002) Giulia Salin (2002) Giulia Salin (2002)                  | 12 agosto 2020 26 agosto 2017 5 agosto 2016   | Roma Indianapolis Roma              |
| 1500 m       | Cad Jun Rag | 16'05"61 16'19"06 16'42"87 | Simona Quadarella (1998) Emma Vittoria Giannelli (2007) Giulia Salin (2002)  | 29 agosto 2015 8 settembre 2023 8 luglio 2016 | Singapore Netanya Hódmezővásárhely  |
| Dorso        |             |                            |                                                                              |                                               |                                     |
| 50 m         | Cad Jun Rag | 27"94 28"46 28"83          | Sara Curtis (2006) Tania Quaglieri (2000) Erika Gaetani (2004)               | 3 luglio 2024 8 luglio 2016 17 febbraio 2018  | Vilnius Hódmezővásárhely Serravalle |
| 100 m        | Cad Jun Rag | 1'00"65 1'01"08 1'02"35    | Erika Gaetani (2004) Giulia D'Innocenzo (2002) Erika Gaetani (2004)          | 8 luglio 2021 8 luglio 2018 13 aprile 2018    | Roma Helsinki Riccione              |
| 200 m        | Cad Jun Rag | 2'10"28 2'14"18            | Erika Gaetani (2004) Erika Gaetani (2004) Erika Gaetani (2004)               | 4 luglio 2019 4 luglio 2019 7 agosto 2018     | Kazan' Roma                         |
| Rana         |             |                            |                                                                              |                                               |                                     |
| 50 m         | Cad Jun Rag | 29"30 29"98                | Benedetta Pilato (2005) Benedetta Pilato (2005) Benedetta Pilato (2005)      | 22 maggio 2021 22 maggio 2021 27 luglio 2019  | Budapest Gwangju                    |
| 100 m        | Cad Jun Rag | 1'05"70 1'05"84 1'08"21    | Benedetta Pilato (2005) Benedetta Pilato (2005) Benedetta Pilato (2005)      | 9 aprile 2022 25 giugno 2021 23 agosto 2019   | Riccione Roma Budapest              |
| 200 m        | Cad Jun Rag | 2'23"32 2'28"80            | Ilaria Scarcella (1993) Ilaria Scarcella (1993) Pamela Gabrieli (1994)       | 30 luglio 2009 30 luglio 2009 5 aprile 2008   | Roma Livorno                        |
| Farfalla     |             |                            |                                                                              |                                               |                                     |
| 50 m         | Cad Jun Rag | 25"84 27"71                | Silvia Di Pietro (1993) Silvia Di Pietro (1993) Virginia Consiglio (2005)    | 31 luglio 2009 31 luglio 2009 8 giugno 2019   | Roma Imola                          |
| 100 m        | Cad Jun Rag | 58"12 58"66 1'00"60        | Ilaria Bianchi (1990) Silvia Di Pietro (1993) Silvia Di Pietro (1993)        | 9 agosto 2008 30 maggio 2009 23 luglio 2007   | Pechino Pescara Belgrado            |
| 200 m        | Cad Jun Rag | 2'08"83 2'09"92 2'13"38    | Caterina Giacchetti (1988) Caterina Giacchetti (1988) Giulia Zambelli (2005) | 6 aprile 2005 15 luglio 2004 31 maggio 2019   | Riccione Lisbona Riccione           |
| Misti        |             |                            |                                                                              |                                               |                                     |
| 200 m        | Cad Jun Rag | 2'11"98 2'13"04 2'17"73    | Sara Franceschi (1999) Ilaria Cusinato (1999) Caterina Santambrogio (2009)   | 2 agosto 2017 28 agosto 2015 8 luglio 2023    | Roma Singapore Belgrado             |
| 400 m        | Cad Jun Rag | 4'40"03 4'42"06 4'51"81    | Sara Franceschi (1999) Anna Pirovano (2000) Clarissa Savoldi (2008)          | 21 aprile 2016 6 luglio 2016 2 agosto 2022    | Riccione Hódmezővásárhely Roma      |